# Caída de Tremecén (1518)
La caída de Tremecén tuvo lugar en 1518, cuando el corsario otomano Aruj Barbarroja conquistó la ciudad de Tremecén al sultán Abu Zayan, perteneciente a la dinastía ziyánida.
La toma de Tremecén se produjo tras la de Tenés, igualmente a manos de Aruj y de su hermano Jeireddín. Derrotado, el sultán de Tremecén huyó a Fez, en el sultanato wattásida de Marruecos, mientras Aruj se proclamaba rey de la ciudad. El único superviviente del linaje de Abu Zayan era el jeque Buhammud, quien logró escapar a Orán y solicitó auxilio a la Monarquía Hispánica.
La victoria otorgó a Aruj el control del interior situado alrededor de la plaza fuerte española de Orán, lo que ponía en grave peligro sus habituales rutas de abastecimiento. Según Gilbert (1916), el territorio bajo su dominio alcanzaba una extensión comparable a la de la posterior Argelia colonial francesa.
Ese mismo año, los españoles reaccionaron con un ataque contra Tremecén bajo el mando del gobernador Martín de Argote, que partió de Orán, situada a unos 110 km. La ofensiva consiguió cercar y dar muerte a Oruç, asegurando el control de la región.
No obstante, el sultán wattásida Abu Abd Allah al-Burtuqali Muhammad ibn Muhammad reunió poco después un considerable ejército y marchó sobre Tremecén, expulsando a los españoles. Los otomanos volverían a ejercer influencia directa en la ciudad a partir de 1553, cuando el sultán wattásida Abu al-Abbas Ahmad ibn Muhammad fue hecho prisionero por los jerifes saadíes. Su sucesor, Ali Abu Hassun, regente en nombre del joven heredero Nasir ad-Din al-Qasri Muhammad ibn Ahmad, decidió jurar fidelidad al Imperio otomano con el fin de obtener su apoyo.